# Capitania do Rio de Janeiro
A Capitania do Rio de Janeiro formou-se na porção setentrional da Capitania de São Vicente, que tinha como limites pontos litorâneos hoje ocupados por Macaé (Rio de Janeiro), ao norte, e Caraguatatuba (São Paulo), ao sul. Esta parcela da Capitania havia sido abandonada por seu donatário Martim Afonso de Sousa, que nunca se interessou em seu povoamento, focando sua atenção e recursos na segunda seção, situada no atual litoral paulista.

## História

### Século XVI
Por não ter sido ocupada por portugueses, a região da baía de Guanabara sofre uma tentativa de colonização por parte dos franceses, entre 1555 e 1567, a chamada França Antártica. Como resposta à invasão francesa, Portugal funda a cidade de São Sebastião do Rio de Janeiro, em 1565, dois anos depois a região reverte para a coroa portuguesa como Capitania Real do Rio de Janeiro, tendo como primeiro mandatário Estácio de Sá, o qual falece naquele ano de 1567, em decorrência de ferimentos obtidos em luta. Em 1570, o então governador da capitania do Rio de Janeiro, Antônio Salema, reuniu um exército de portugueses apoiado por uma tropa de índios catequizados, com o objetivo de exterminar o domínio franco-tamoio que já durava vinte anos no litoral da capitania. Temendo perder seus territórios, os índios tamoios, ainda aliados aos franceses, foram praticamente dizimados por conta da insurreição, denominada Guerra de Cabo Frio, que termina em 1575.

### Século XVII
Em 1619, a Capitania de São Tomé foi renunciada pelo seu donatário em favor da coroa portuguesa e teve boa parte do seu território, que ia da região da atual cidade de Macaé até Itapemirim, no Espírito Santo, adentrando ao interior ainda inexplorado, incorporado ao da Capitania do Rio de Janeiro. No ano de 1674 é criada a Capitania da Paraíba do Sul, ou Capitania de Campos dos Goytacazes, resultante do desmembramento da parte norte da Capitania do Rio de Janeiro, em área semelhante aquela que fora anteriormente ocupada pela Capitania de São Tomé. Em 1679, após a Restauração da Independência de Portugal em relação à Espanha, o governador Manuel Lobo recebe a determinação para fundar uma colônia na banda oriental do Rio da Prata, a qual dá o nome de Colônia do Santíssimo Sacramento, numa expedição na qual juntou 400 soldados, recrutados no Rio e em São Paulo. Quatro navios foram carregados de mantimentos e armados com 18 canhões.

### Século XVIII
Em 1720, transferem-se para a Capitania de São Paulo as vilas de Angra dos Reis e de Paraty, situação que permanece até 1727, quando são reincorporadas ao Rio de Janeiro. Em 1738, com a expansão portuguesa para o Sul, funda-se no território da Capitania de São Paulo a Capitania de Santa Catarina, a qual fica subordinada à Capitania do Rio de Janeiro.
No ano de 1748, por decisão da metrópole, a Capitania de São Paulo passa a ficar subordinada à Capitania do Rio de Janeiro, a qual administrará terras que vão até a região do litoral atual Rio Grande do Sul. Em 1750, por meio do Tratado de Madrid, também são incorporadas as terras dos Sete Povos das Missões e dos Pampas gaúchos à administração do Rio de Janeiro, em troca da Colônia do Sacramento aos espanhóis. Naquele ano, ainda retornam as terras da Capitania da Paraíba do Sul, agora extinta, fazendo a Capitania do Rio de Janeiro atingir sua maior extensão histórica. Em 1753, verifica-se a incorporação da Capitania de Itanhaém e a transferência da área da antiga Capitania da Paraíba do Sul para a Capitania do Espírito Santo, a qual retornará ao Rio de Janeiro somente em 1832. 
No ano de 1760 é criada a Capitania do Rio Grande de São Pedro, que permanece subordinada à Capitania do Rio de Janeiro, mas que perde, no ano seguinte, pelo Tratado de El Pardo celebrado com os espanhóis, o território dos Sete Povos das Missões, após a Guerra Guaranítica, porém retorna à administração portuguesa a Colônia do Sacramento. 
Em 1763, a coroa portuguesa decide transferir a capital do Estado do Brasil de Salvador para a cidade de São Sebastião do Rio de Janeiro, a fim de melhor controlar a produção da região da Capitania das Minas Gerais, a qual descia, em fins do século XVII, pelo porto fluminense de Paraty (Caminho Velho), e que fora transferida, posteriormente, ao porto da cidade do Rio (Caminho Novo).  Dois anos depois, São Paulo recupera sua autonomia, sob a administração de Luís António de Sousa Botelho Mourão, o terceiro Morgado de Mateus, o qual cria várias vilas em território paulista.
Em 1777, os espanhóis ocupam a Capitania de Santa Catarina, a qual será devolvida no ano seguinte após o Tratado de Santo Ildefonso que concede a eles a região dos pampas gaúchos e a Colônia do Sacramento. Ao fim do ano, outro tratado determinará o retorno dos pampas à Capitania do Rio Grande de São Pedro.

### Século XIX
Ainda subordinada ao Rio de Janeiro, em 1804, a Capitania do Rio Grande de São Pedro anexa das terras das Missões e avança até o Rio Uruguai. Três anos depois, essa capitania ganha autonomia em relação ao Rio de Janeiro, passando a controlar a Capitania de Santa Catarina e recebendo o nome de Capitania de São Pedro do Rio Grande do Sul.
Em 28 de fevereiro de 1821, por decisão das Cortes Portuguesas, as capitanias do Reino do Brasil se tornaram províncias, sendo estabelecida a Província do Rio de Janeiro, a qual permaneceria, inicialmente, sob administração direta da coroa.
Durante todo o período colonial, em particular neste em que o Rio de Janeiro foi uma capitania, foram fundadas diversas vilas, além da cidade de São Sebastião do Rio de Janeiro, a qual funcionava como sua sede: Angra dos Santos Reis da Ilha Grande (1608), Santa Helena (depois Nossa Senhora da Assunção de Cabo Frio, 1615), Nossa Senhora dos Remédios de Paraty (1667), São Salvador dos Campos (1677), Santo Antônio de Sá (1679), Nossa Senhora da Piedade de Magé (1696), São João do Paraíba (1676), Vila Nova de São José del Rei, São João Marcos (1733), Nossa Senhora da Conceição da Paraíba Nova (1756) e Itaguaí (1818).